# Antsondrodava
Antsondrodava is een plaats en commune in het westen van Madagaskar, behorend tot het district Maintirano, dat gelegen is in de regio Melaky. Tijdens een volkstelling in 2001 telde de plaats 4.167 inwoners.
De plaats biedt enkel lager onderwijs aan. 30 % van de bevolking werkt als landbouwer en 70 % houdt zich bezig met veeteelt. Het belangrijkste landbouwproduct is rijst; andere belangrijke producten zijn bananen en mais. 